# Tren de la Fresa
El Tren de la Fresa —literalment el tren de la maduixa en català— és la segona línia de ferrocarril que es va posar en servei a la península Ibèrica (9 de febrer de 1851), que unia Madrid amb Aranjuez, després de la línia Barcelona-Mataró (1848.) A Cuba, que era colònia espanyola en aquell temps, ja s'havia construït una línia ferroviària, la primera en aquella colònia, inaugurada el 10 de novembre de 1837 i que unia Güines amb L'Havana.

## Història
Va ser José de Salamanca (Marqués de Salamanca) qui va obtenir la concessió per construir aquesta línia ferroviària. Per obtenir la concessió es va fer ús de les bones relacions de José de Salamanca amb la reina Isabel II, la cort de la qual disposaria d'un tren pels seus desplaçaments des de Madrid a Aranjuez, on estiuejaven. Aquesta forma d'obtenir la concessió es va tractar d'encobrir per José Sartorius, ministre de governació.
El Tren de la Fresa pertany al temps en el qual els trens els portaven locomotores de vapor, els vagons eren de fusta i, a més de transportar viatgers, permetien portar a Madrid ràpidament els productes de l'horta de la riba (maduixes i espàrrecs), que varen donar-li el nom, en castellà, Tren de la Fresa.
El projecte de construcció el va presentar el Marqués de Pontejos sota el patronatge del Marqués de Salamanca, i la línia va ser inaugurada per la reina Isabel II d'Espanya, que va cedir terrenys de la seva propietat a l'oest del Palau d'Aranjuez, per a l'entrada del ferrocarril. Per construir la línia, es varen haver de superar diversos accidents geogràfics mitjançant la construcció dels ponts sobre els rius Jarama i Tajo. Aquesta línia tenia en aquells temps una considerable importància estratègica al constituir l'inici de la unió per ferrocarril de Madrid fins a Andalusia i el Llevant.
Es construí una estació terminal, avui desapareguda, al davant de la façana occidental del Palau Reial d'Aranjuez, a la que posteriorment s'hi afegiria una altra estació al sud-oest del centre antic de la ciutat, en la qual paraven els trens amb destinació a Conca (Castella - la Manxa), després de la prolongació de la línia a aquesta ciutat el 1883. Les dues foren substituïdes per una altra estació construïda el 1923 i que actualment segueix en funcionament. Fins a la creació de Renfe el 1941, aquesta estació era propietat de la Compañía de los Ferrocarriles de Madrid a Zaragoza y Alicante (MZA), com es pot veure als mosaics decoratius existents en el seu vestíbul.

## Actualment
El Tren de la Fresa entre Madrid i Aranjuez ofereix servei, durant els mesos de primavera i tardor, els dissabtes, els diumenges i dies festius. Se recrea el viatge original amb locomotores preservades pel museu del ferrocarril i, inicialment, es feia amb una locomotora de vapor Mikado de mitjan segle XX (de vapor però de combustible líquid -fuel- en comptes de carbó) i vagons de fusta, amb cambreres vestides d'època que porten productes típics d'Aranjuez als viatgers (maduixes i espàrrecs.) Al preu del bitllet s'hi inclou, a més del viatge en tren fins Aranjuez, la visita a la ciutat, al Palau Reial i al Museo de Falúas, amb el transport inclòs.